# アバークロンビー川
アバークロンビー川（Abercrombie River）は、オーストラリアのニューサウスウェールズ州を流れる川である。アバークロンビー川国立公園に位置しており、カモノハシやオオミズネズミの生息地である。
ゴールバーン-オベロン・ロードにアバークロンビー・ガージで交差している。アバクロンビー川はラクラン川の支流である。
座標: 南緯34度01分 東経149度28分 / 南緯34.017度 東経149.467度